# Triantha racemosa
Triantha racemosa är en kärrliljeväxtart som först beskrevs av Thomas Walter, och fick sitt nu gällande namn av John Kunkel Small. Triantha racemosa ingår i släktet Triantha och familjen kärrliljeväxter. Inga underarter finns listade.